# Actinopyga echinites
Actinopyga echinites is een zeekomkommer uit de familie Holothuriidae. De wetenschappelijke naam van de soort werd in 1833 gepubliceerd door Wilhelm Friedrich Jaeger.